# Philip Yancey
Philip Yancey (Atlanta, 4 november 1949) is een Amerikaanse auteur. Hij is een van de best verkopende schrijvers van evangelicalen huize. Van vier van zijn boeken zijn meer dan een miljoen exemplaren verkocht. Zijn meest bekende boek is Jezus zoals ik Hem niet kende.

## Levensloop
Toen Yancey een jaar oud was, overleed zijn vader aan polio. Kerkleden hadden gesuggereerd dat hij kon genezen als hij genoeg geloof had; de medische behandeling werd gestaakt. Hierna werd Yancey samen met zijn oudere broer opgevoed door zijn moeder, waarbij het gezin huisde in een woonwagen en ze veel van standplaats en school wisselden. In zijn autobiografie Lichtval omschrijft hij zijn opvoeding en de kerken die het gezin bezocht als 'fundamentalistisch'.
Yancey studeerde Communicatie en Engels aan Wheaton College en de Universiteit van Chicago.
Samen met zijn vrouw Janet verhuisde Yancey in 1971 naar Chicago. Hij werkte daar acht jaar als redacteur voor een van de bladen van Youth for Christ. Hij is verbonden aan het blad Christianity Today. Verder schrijft hij voor meerdere bladen en kranten, zoals Reader's Digest en de Chicago Tribune. Zijn eerste boek verscheen in 1976.
Yancey raakte in 2007 ernstig gewond na een auto-ongeluk, waarbij hij vijfmaal over de kop sloeg. Hij herstelde daarvan. Tegenwoordig woont hij Colorado.